# Christina Josepha Schmetterling
Christiana Josepha (Christina) Schmetterling (gedoopt Amsterdam, 18 december 1793 – aldaar, 18 maart 1840) was een Nederlands schilder, tekenaar en tekenleraar.

## Leven en werk
Christina Schmetterling werd geboren in Amsterdam als een dochter van de uit Wenen afkomstige miniatuurschilder Jozef Adolf Schmetterling (1751-1828) en Antonia Blom (1771-1850). Ze werd, net als haar jongere zus Elisabeth door haar vader opgeleid in de schilderkunst.
Schmetterling werkte met waterverf en inkt, ze maakte onder meer aquarellen van bloem- en vruchtenstillevens en vanitasvoorstellingen. Ze werkte in de stijl van Jan van Huijsum en kopieerde ook diens werk. De schilderes nam deel aan een aantal tentoonstellingen van Levende Meesters in Amsterdam en Den Haag. Schmetterling overleed op 46-jarige leeftijd.

## Enkele werken

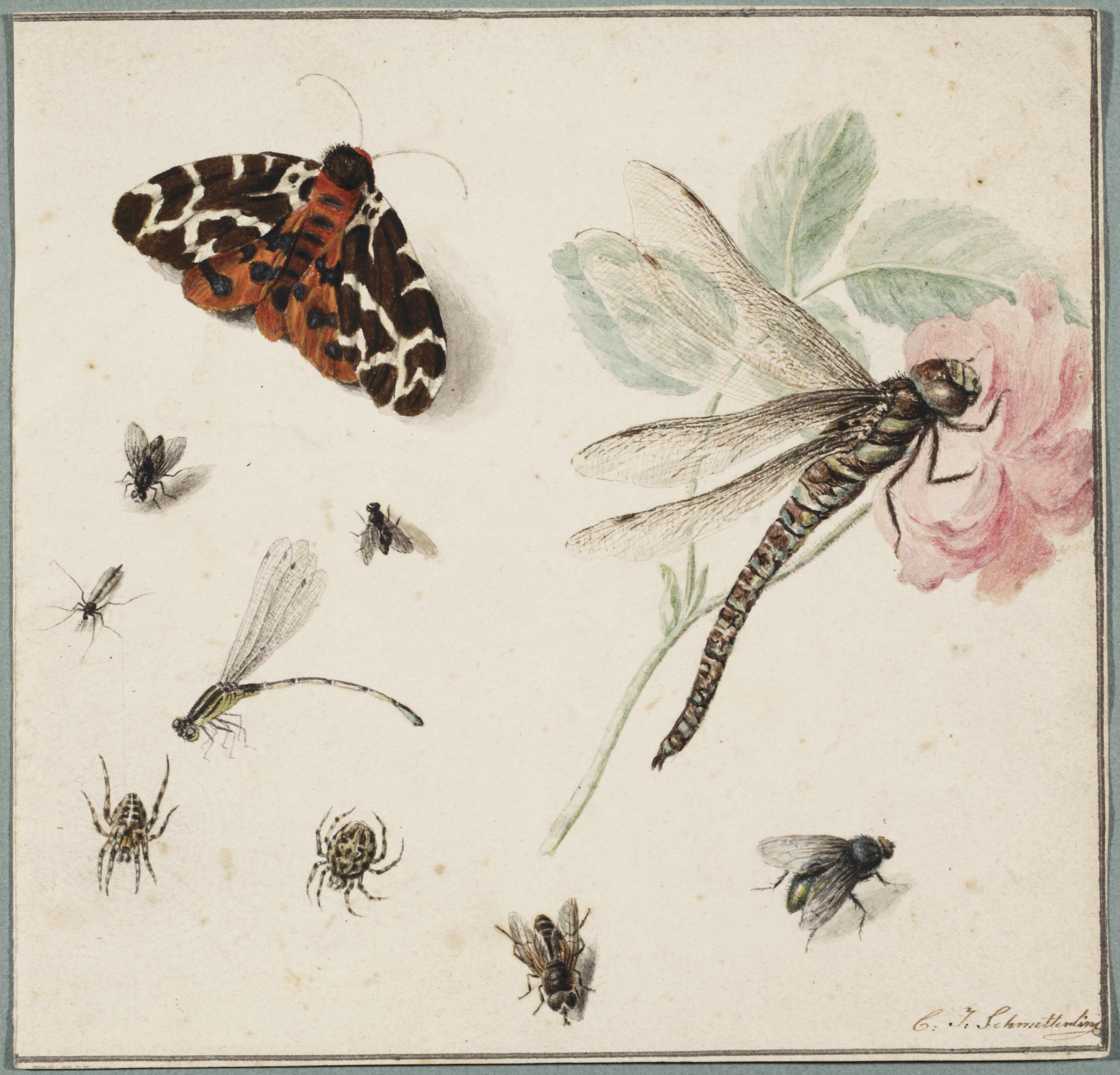
Insecten en een roos
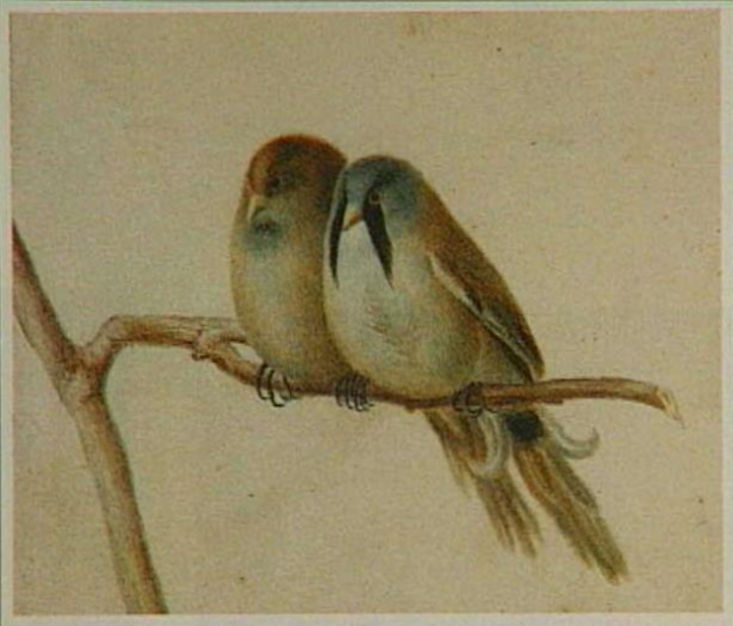
Twee baardmezen op een tak (1820)
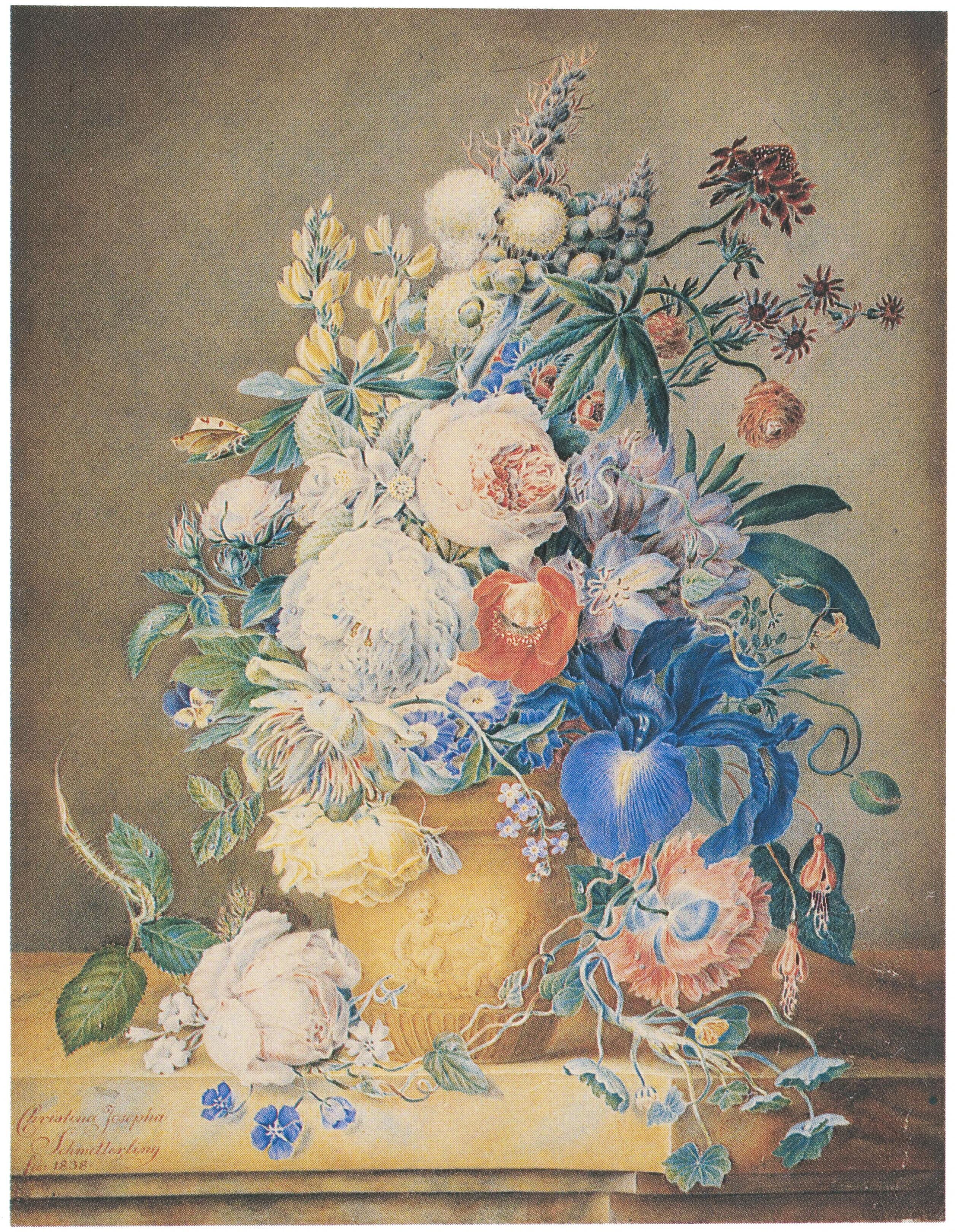
Bloemstilleven op een stenen rand (1838)